# Basjtanka
Basjtanka (ukrainska: Баштанка) är en stad i Mykolajiv oblast i södra Ukraina. Staden ligger cirka 58 kilometer nordost om Mykolajiv. Basjtanka beräknades ha 12 180 invånare i januari 2022.